# 타일러 권
타일러 권(영어: Tyler Kwon, 권영일, 1980년 6월 9일 ~ )은 한국계 미국인 사업가로, 뉴욕에 본사를 둔 코리델 캐피털 파트너스의 CEO이자 서울시얼라이트 그룹의 회장이다. 서울시얼라이트는 YG 엔터테인먼트와 CJ 엔터테인먼트와 협력했던 마케팅 기획 등에 특화된 회사이다.

## 경력
타일러는 미시간 대학교에서 경영학을 공부하였다. 2013년 3월 15일 잉황 그룹 (英皇娛樂) 파티에 코리델 대표로서 참석하였다. 2015년, 코리델 엔터테인먼트를 설립하였다.